# Pyotr Veliky
Pyotr Veliky é um filme de drama russo de 1910 dirigido por Vasily Goncharov e Kai Hansen.

## Enredo
O filme mostra os principais acontecimentos da vida de Pedro, o Grande.

## Elenco
- Pyotr Voinov... Pyotr I
- Ye. Trubetskaya... Yekaterina
- A. Gorbachevskiy
- Vladimir Karin
- A. Slavin